# Democratura (politica)
La Democratura è neologismo sincratico ossimorico, costruito a partire dai termini "democrazia" e "dittatura", che indica un regime politico sostanzialmente autoritario che però mantiene, anche se solo formalmente, le apparenze di una democrazia. Chi usa il termine vuole polemizzare contro la presunta mancanza di coscienza democratica in uno stato in cui, pur in presenza di elementi teoricamente cardine della democrazia come libere elezioni e multipartitismo, sussistono aspetti concreti che lo rendono di fatto assimilabile a un regime autoritario, come ad esempio:
- tutti i partiti assumono più o meno le stesse posizioni
- il governo dipende completamente da un solo partito, che può quindi far valere unilateralmente tutto il proprio programma
- l'intero parlamento è passivamente allineato a un governo essenzialmente autoritario

## Storia
L'origine del termine è incerta; molti ne riconducono l'invenzione allo scrittore uruguaiano Eduardo Galeano, per altri invece la paternità sarebbe da attribuirsi allo scrittore ex-jugoslavo Predrag Matvejević, che con esso intese indicare l'incompiutezza della transizione democratica negli stati dell'Europa centrale e orientale finito il periodo socialista.
Rudolf Augstein, fondatore della rivista tedesca Der Spiegel, ha sostenuto di aver svolto un ruolo importante nella diffusione del termine, utilizzandolo in riferimento al cancelliere Konrad Adenauer e al ministro Franz Josef Strauss.
In un articolo comparso nel 1965 sul Dagens Nyheter, lo scrittore svedese Vilhelm Moberg definì il termine come segue:
(Vilhelm Moberg)